# КОРД (спецподразделение)
Корпус оперативно-внезапного действия, или подразделение КОРД (укр. Корпус оперативно-раптової дії) — подразделение особого назначения в Национальной полиции Украины. Предназначено для решения чрезвычайных ситуаций.
В основу повседневной служебно-боевой деятельности КОРД возлагаются принципы служения и защиты граждан Украины, эффективного обеспечения безопасности и прав граждан, честного и добросовестного выполнения своих служебных обязанностей, высокий профессионализм и другие европейские и международные правила и практики полицейской деятельности.
Специальное подразделение «КОРД» часто путают с подразделениями полиции особого назначения территориальных органов полиции, которые созданы на базе полков, батальонов и рот бывшего специального подразделения «Беркут» МВД Украины. «КОРД» же является обособленным подразделением, созданным на базе бывшего спецназа УБОП «Сокол».

## История

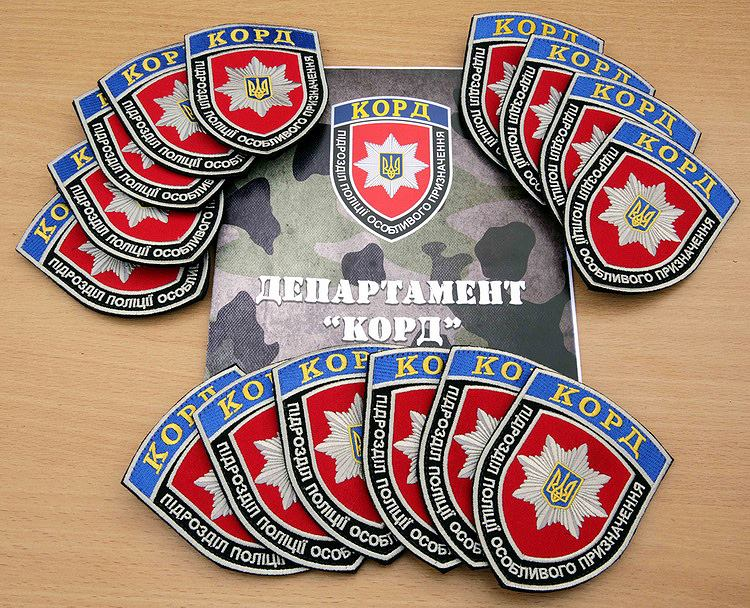
Шеврон спецподразделения Национальной полиции Украины КОРД

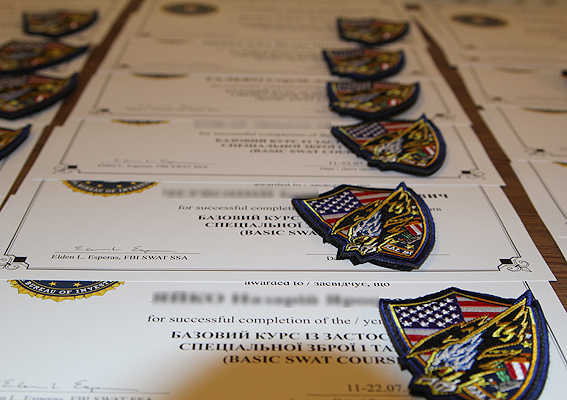
Сертификаты ФБР об окончании базового курса с применением специального оружия и тактики.

12 марта 2015 года Министр МВД Украины Арсен Аваков в своем отчете «100 дней деятельности правительства: путь к стабилизации» сообщил, что на базе батальонов особого назначения и спецподразделений МВД будет создано единое подразделение специального назначения и оно получит название КОРД — (укр. «Корпус Оперативно-Раптової Дії»).
28 октября 2015 года начался прием кандидатов на базе Национальной академии внутренних дел, расположенной в Киеве. Всего тестирование прошли около 1,3 тыс. претендентов на службу в спецподразделении полиции.
4 марта 2016 года первые 37 бойцов группы «А» спецподразделения КОРД, пройдя жёсткий отбор и двухмесячный курс подготовки, приступили к выполнению своих обязанностей. Глава Национальной полиции Хатия Деканоидзе отметила, что сегодня в истории Национальной полиции Украины ещё один исторический день.
При поддержке американских партнёров первые спецназовцы, которых отобрали среди 900 кандидатов, получили свидетельства о прохождении курса подготовки. В течение двухмесячного курса обучения они перенимали опыт и тактику ведения полицейских специальных операций Управления по борьбе с наркотиками (DEA) Министерства юстиции США и пограничного патруля BORTAC. Восемьдесят процентов учебного курса составляли практические занятия. К практической части вошли занятия по огневой подготовке, которая является базовой дисциплиной, а также тактики действий в экстремальных условиях, в частности, в помещении и лесной местности.
Кроме того, кандидаты получили навыки снайпинга, боя на ножах, тактики действий при задержании преступников, которые используют авто. Теория включала изучение правовых основ деятельности полицейского спецподразделения, ознакомление с квалификацией преступлений, прохождения психологической подготовки.
17 марта 2016 года в рамках создания Программы защиты свидетелей в составе КОРД Национальной полиции Украины стартовали первые тренинги с US Marshal. А уже через две недели 17 инструкторов группы «В» спецподразделения КОРД Национальной полиции Украины получили сертификаты об окончании обучения. Также в этот день, первого апреля, начался отбор кандидатов в подразделения КОРД по всей Украине. В спецподразделение запланировано набрать 3076 полицейских.
22 июля 2016 года представитель ФБР вручил украинским бойцам сертификаты об окончании базового курса с применением специального оружия и тактики. В течение 10 дней инструкторы Федерального бюро расследований США делились опытом задержания нарушителей правопорядка с бойцами полицейского спецназа КОРД.
Бойцы подразделения принимали участие в боевых действиях во время войны на Донбассе и вторжения России на Украину.

## Задачи
Задачи КОРД:
- Разрабатывает, готовит и проводит специальные операции по захвату опасных преступников;
- Пресекает правонарушения, совершаемые участниками преступных группировок;
- Освобождает заложников;
- Осуществляет силовую поддержку при проведении оперативно-розыскных мероприятий, следственных (розыскных) и негласных следственных (розыскных) действий, а также мер обеспечения уголовного производства;
- Оказывает поддержку другим подразделениям полиции с целью обеспечения превосходства огневой мощи над правонарушителями;
- Принимает участие в антитеррористических операциях, проводимых Антитеррористическим центром при Службе безопасности Украины;
- Изучает, обобщает отечественный и зарубежный опыт, а также методику работы аналогичных зарубежных подразделений в этом направлении работы;
- Обеспечивает осуществление мер безопасности лиц, участвующих в уголовном судопроизводстве.

## Структура
Согласно штата спецподразделение КОРД состоит из 2100 полицейских (Группа «А» — 1079 , Группа «В» — 329, Логистика — 692):
- Группа «А» — занимается специальными штурмовыми действиями в особых ситуациях.
- Группа «В» — обеспечивает защиту лиц, участвующих в уголовном судопроизводстве;

## Основные принципы комплектования
Подразделения специальных операций комплектуются на добровольной, контрактной основе лицами, которые:
1. Имеют опыт практической работы (службы) в органах внутренних дел, Национальной полиции, Вооружённых силах, Службе безопасности Украины не менее трех лет.
2. Участвовали в проведении антитеррористической операции в составе подразделений, созданных в соответствии с законодательством Украины.
3. Прошли собеседование с руководством Департамента КОРД.
4. Прошли специальное психологическое и медицинское обследование, по результатам которых признаны пригодными к прохождению службы в подразделениях проведения специальных операций.
5. Успешно сдали нормативы по физической подготовке и прошли пяти-суточный курс на выносливость.
6. Прошли специализированное обучение в Департаменте организации деятельности Корпуса оперативного действия и успешно сдали экзамены.

Кандидат (при наличии его согласия) на замещение должности в отделе проведения специальных операций спецподразделения КОРД может быть опрошен специалистом службы с применением компьютерного полиграфа.

## Оснащение

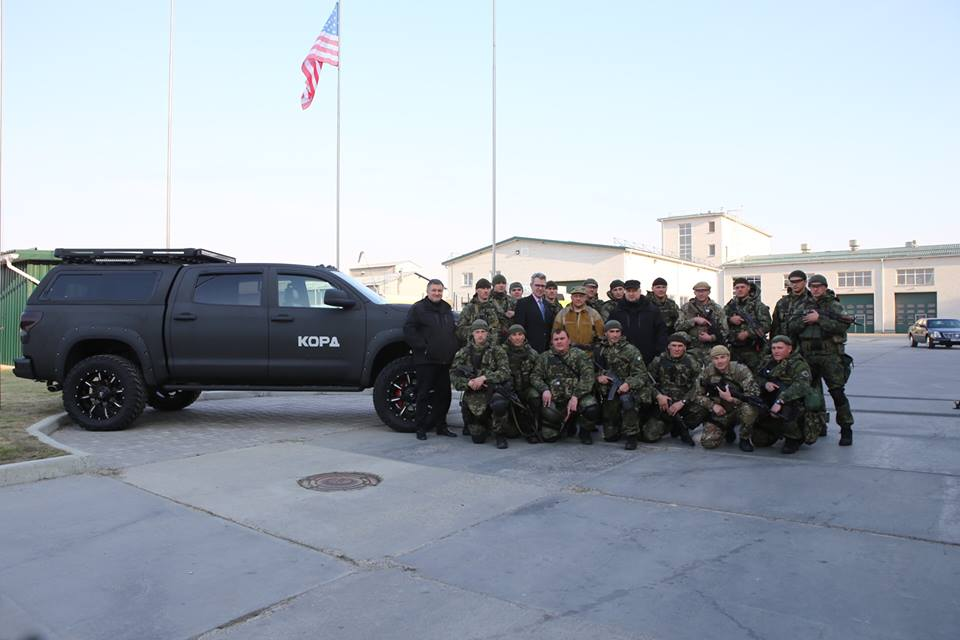
Министр МВД Украины Арсен Аваков и посол США Джеффри Пайетт с бойцами КОРДа на фоне автомобиля Devolro Diablo, 16 октября 2015 года

Снаряжение команд КОРД разработано для различных особых ситуаций, включая ближний бой в городской среде.
Спецназовцы обеспечиваются летней и зимней форменной одеждой и обувью установленного образца, а также средствами индивидуальной защиты (противогазы, шлемы, бронежилеты, противоударные и баллистические щиты, защита для рук и ног).

### Вооружение
Подразделения КОРД используют пистолеты, автоматы, карабины, дробовики и снайперские винтовки. Вспомогательные тактические средства, такие как, полицейские собаки, светошумовые гранаты и гранаты со слезоточивым газом.
По состоянию на начало 2016 года бойцы спецподразделения КОРД получили пистолеты Glock 17 и Jericho 941,
дробовики «Форт-500», автоматы «Форт-221», «Форт-224», карабины «Z-10», «Z-15», пулеметы «Форт-401», ручные гранатометы «Форт-600» и снайперские винтовки «Форт-301».
Для быстрого взлома дверей (замков, петель или разрушения всей дверной рамы) могут использоваться тараны, дробовики с разрушительными зарядами, взрывные пакеты.

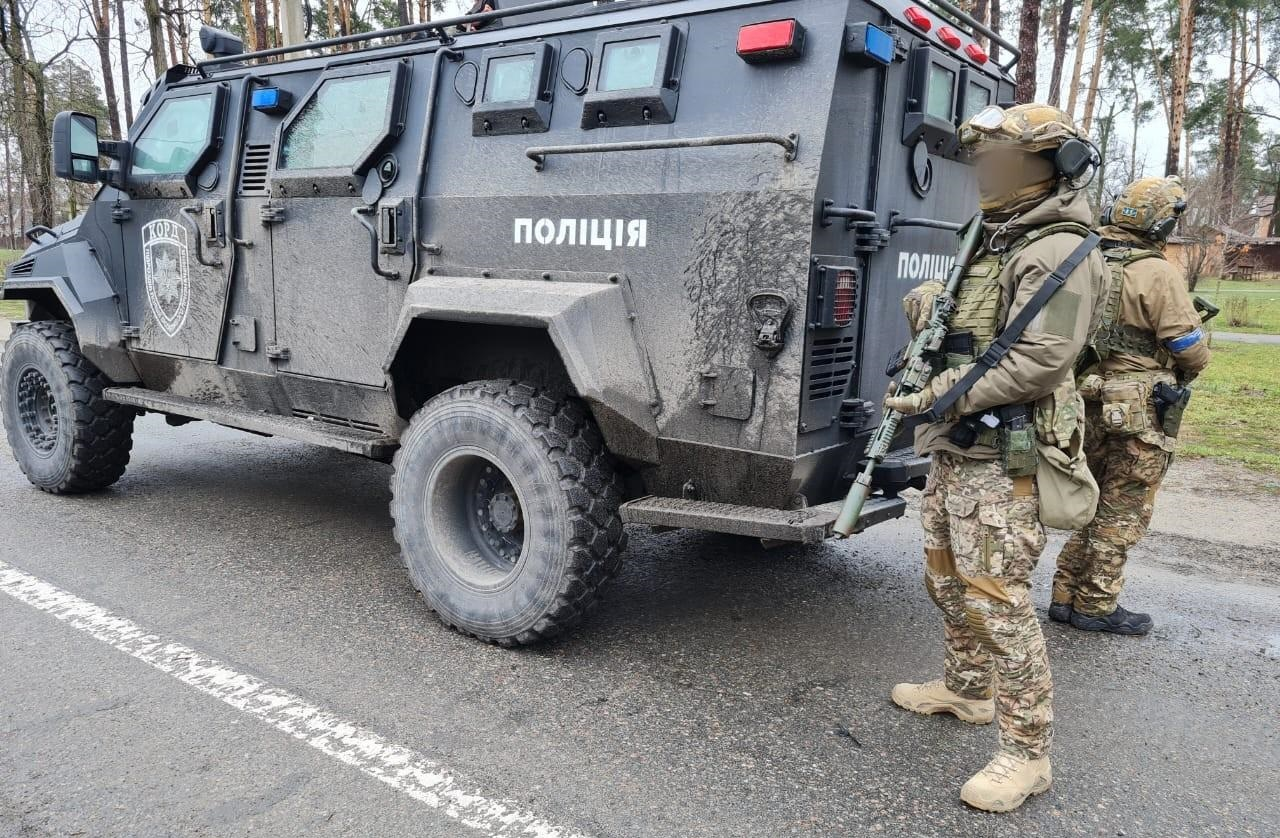
Бойцы КОРДа во время российского военного вторжения на Украину, 4 апреля 2022 года

Во время обеспечения общественной безопасности на массовых мероприятиях команды КОРД также используют нелетальное оружие: Тазеры, баллончики с перечной смесью, дробовики с резиновыми патронами, оружие, стреляющее шариками с перцем, гранаты со слезоточивым газом, светошумовые гранаты.

### Техника
Бойцы КОРД группы «А» (штурмовые отряды) для проведения полицейских спецопераций, которые характеризуются большим риском для жизни, имеют в своём распоряжении бронеавтомобили «Варта», которые были разработаны специально для полиции особого назначения и сил специальных операций Национальной гвардии Украины.
Чтобы избежать обнаружения подозреваемыми в ходе операций в городах могут использоваться модифицированные автобусы, фургоны, грузовики и другие транспортные средства, которые выглядят как обычные машины.

## Галерея

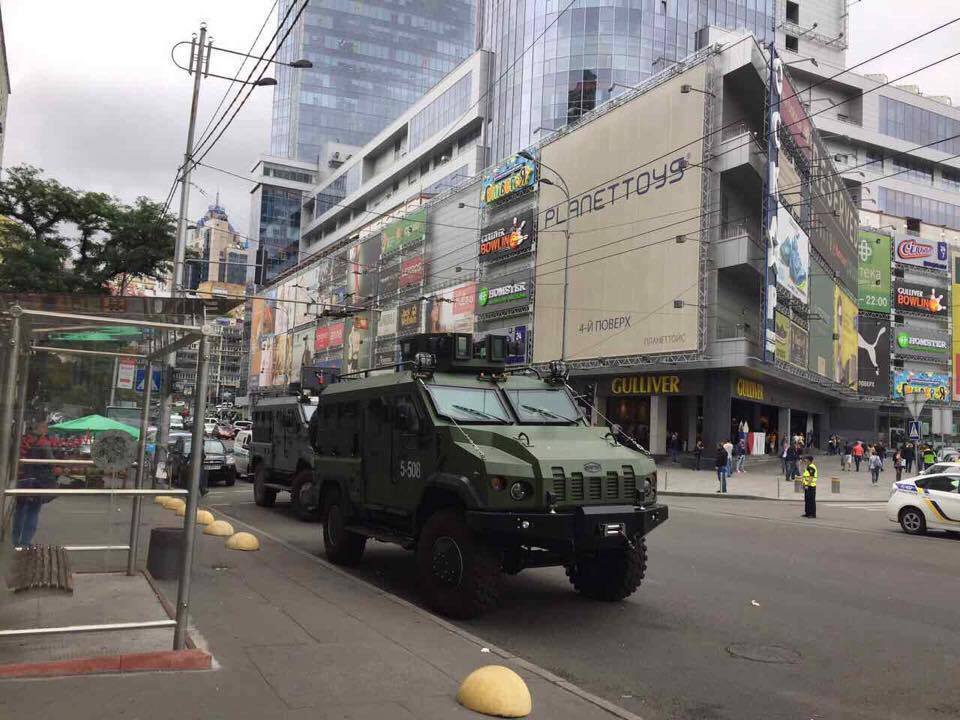
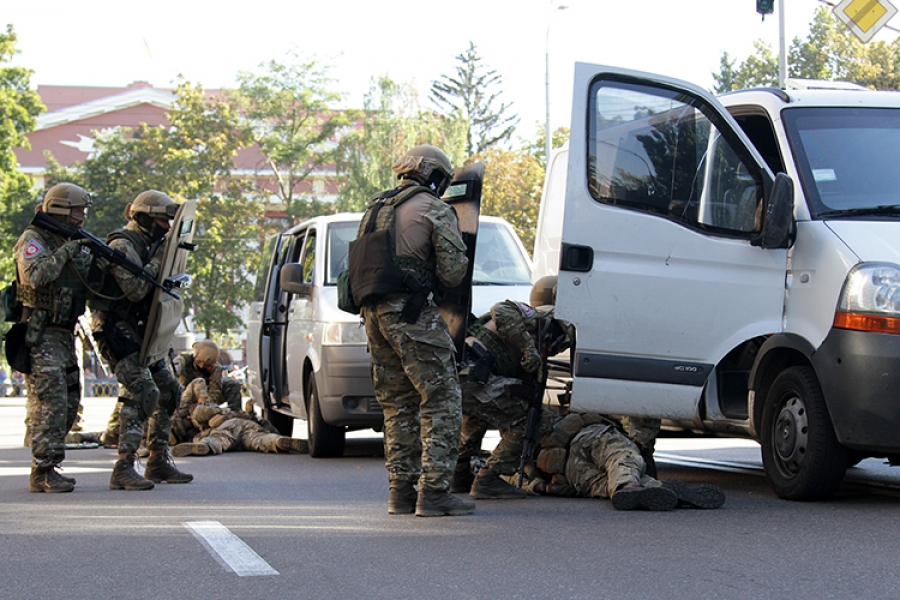
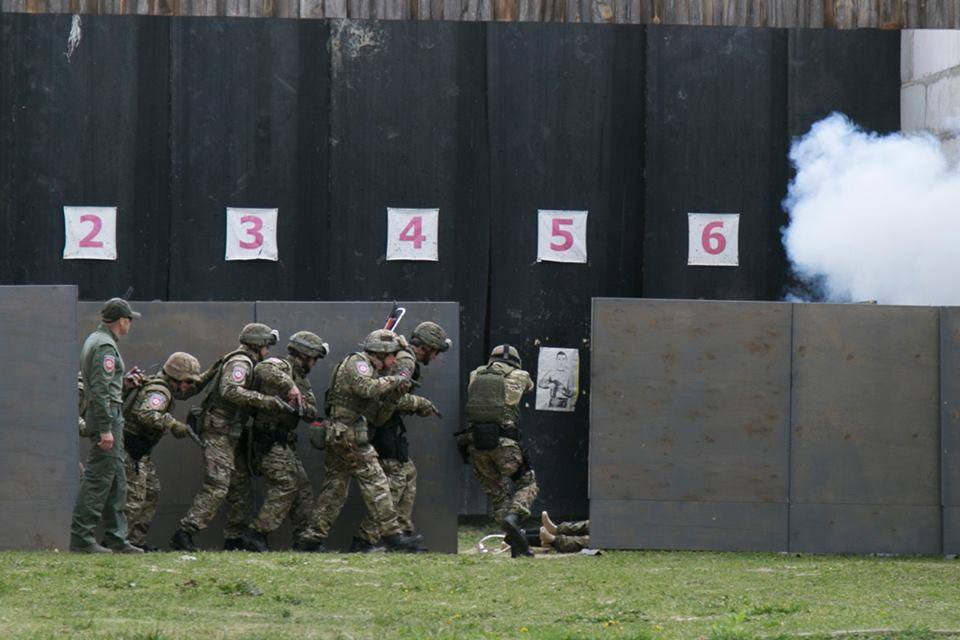
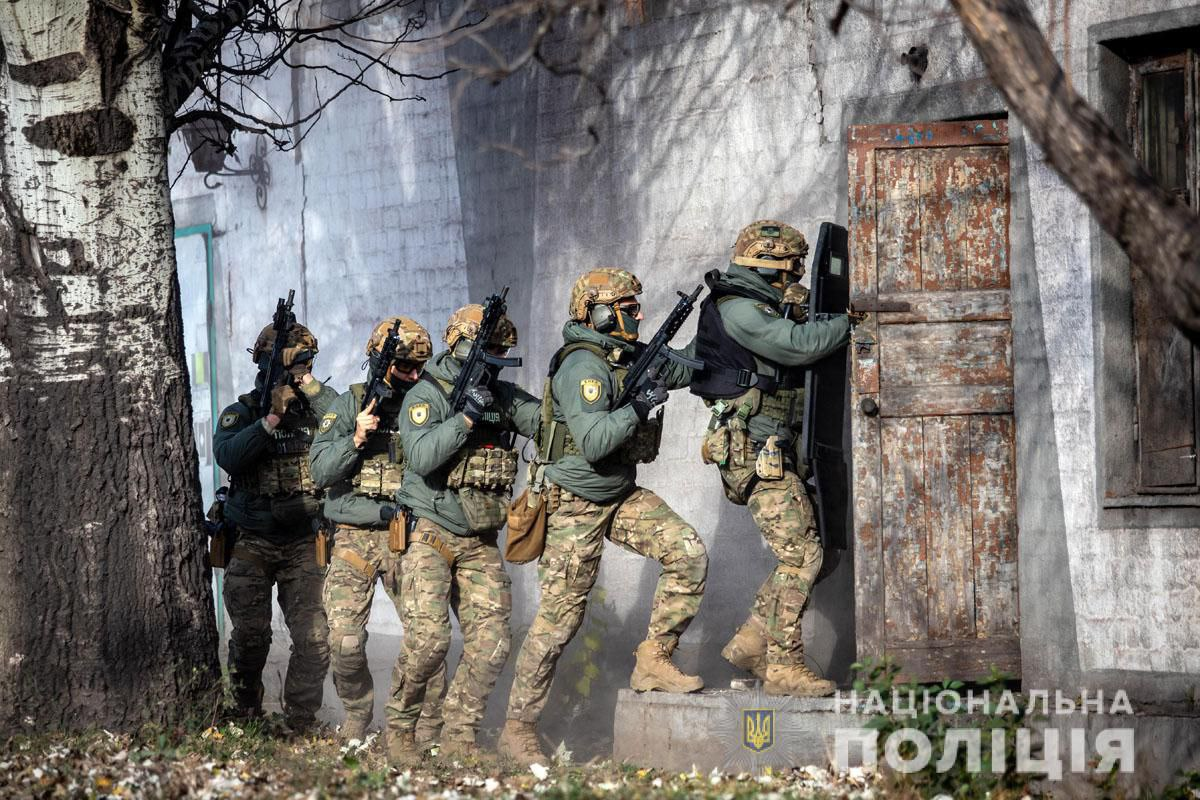
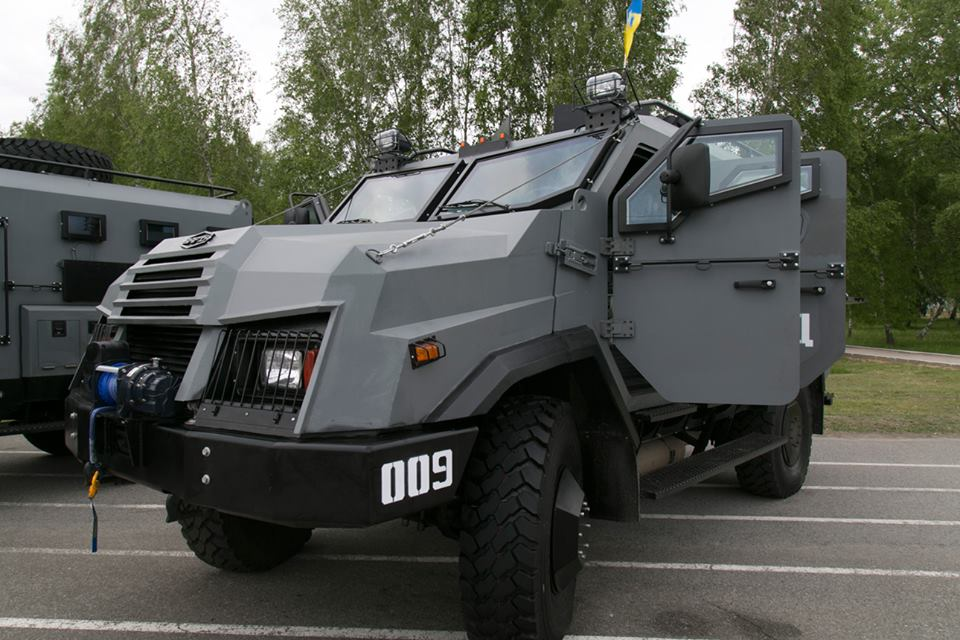

## Аналоги
| Страна         | Полицейский спецназ |
| Армения        | Спецназ МВД и Службы национальной безопасности;                                                                           |
| Белоруссия     | СПБТ «Алмаз» МВД Республики Беларусь; 3-я отдельная Краснознаменная бригада специального назначения ...                   |
| Бразилия       | BOPE; |
| Великобритания | Специальная служба полиции (Metropolitan Police Special Branch);                                                          |
| Германия       | SEK (Spezialeinsatzkommando);                                                                                             |
| Грузия         | Спецназ МВД Грузии; |
| Казахстан      | СОБР МВД Казахстана, создан в 1993 году;                                                                                  |
| Киргизия       | СОБР МВД Киргизии; |
| Коста-Рика     | спецподразделение GAO (Grupo de Apoyo Operativo) Национальной полиции Коста-Рики;.                                        |
| Россия         | Гром, СОБР |
| Румыния        | Полицейская служба быстрого реагирования SPIR (Serviciul de Poliție pentru Intervenție Rapidă);                           |
| Сальвадор      | отряд специального назначения GRP (Grupo de Reacción Policial) полиции Сальвадора;                                        |
| США            | SWAT (Special Weapons And Tactics — «Специальное оружие и тактика»);                                                      |
| Франция        | RAID и GIPN (Groupe d’Intervention de la Police Nationale);                                                               |
| Израиль        | ЯСА́М (ивр. יס"מ) (сокращение от ивр. יחידת סיור מיוחדת, Йехида́т Сию́р Меюхе́дет — Специальное подразделение патрулирования) |
| Молдавия       | Бригада полиции специального назначения „Фулжер” BPDS „Fulger” (Brigada de poliție cu destinație specială „Fulger”)       |